# 横浜市立神奈川中学校
横浜市立神奈川中学校（よこはましりつ かながわちゅうがっこう）は、神奈川県横浜市神奈川区西大口に所在する公立中学校。略称は「神中」
陸上部は強豪校として知られる。

## 沿革
- 1949年4月 - 横浜市立西大口中学校として横浜市立浦島丘中学校から分離、独立
- 同年10月8日 - 現在の横浜市立神奈川中学校に改名
- 1958年8月1日 - 錦台分校を設置。（翌年、横浜市立錦台中学校として分離）
- 1959年9月 - 火災発生。教室を4室失う。
- 1960年～63年 - 鉄筋3階建、4階建て校舎新築。
- 1965年 - 市体育大会男女共優勝
- 1966年 - 県創意工夫展学校賞
- 1967年 - 体育館兼講堂落成
  - 同年10月17日 - 市体育大会男女総合優勝
- 1968年8月1日 - プール完成
- 1968年～1970年 - 市創意工夫展3年連続学校賞
- 1969年10月8日 - 創立20周年記念式典挙行
- 1970年10月13日 - 市体育大会男女総合優勝
- 1971年～1972年 - 全日本中学校バレーボール、テニス（2年連続）、卓球大会出場
- 1972年11月13日 - 金工室、木工室、普通教室（1）の増改築
- 1975年4月1日 - 訪問指導学級設置
- 1977年3月31日 - 木造校舎改築完成 
  - 同年4月18日 - 旧鉄筋校舎完成
  - 同年5月28日 - 校舎落成式典挙行
- 1979年11月10日 - 創立30周年記念式典挙行
- 1986年3月 - プール及び格技場新築
- 1987年3月 - 校地整備完了
- 1989年3月 - 視聴覚室完成
- 1994年～1997年 - 吹奏楽部東関東大会出場（4年連続）
- 1995年3月 - コンピュータ室完成
- 1996年10月19日 - 創立50周年記念式典挙行
- 2000年 - 校舎改築開始
- 2003年4月 - 新校舎完成
- 2012年9月 - 冷房運転開始

## 施設
現在の校舎は2000年（平成12年）に工事をし2003年（平成15年）に完成。横浜市立の学校に一つしかない音楽ホールがある。

## 行事
- 生徒総会
- 体育祭
- 紺碧祭（いわゆる文化祭。合唱コンクールやダンス発表を行う）

学年別旅行
- 1年：自然教室(長井海の手公園 ソレイユの丘)

横須賀市2025年現在
- 2年：東京観光(上野・浅草)　東京都2025年現在
- 3年：修学旅行　沖縄県2025年現在

## 通学区域
- 横浜市立大口台小学校全域
- 横浜市立白幡小学校全域
- 横浜市立港北小学校一部
- 横浜市立子安小学校一部
- 横浜市立浦島小学校一部

## アクセス
路線
- JR大口駅から徒歩約15分
- 東急東横線妙蓮寺駅から徒歩約15分
- 東急東横線白楽駅から徒歩約20分

## 著名な出身者
- 赤坂和幸 - 元プロ野球選手・中日ドラゴンズ
- 木村政昭 - 海洋地質学者（琉球大学名誉教授）
- 堤下敦 - お笑い芸人（インパルス）
- 西山毅 - ミュージシャン（HOUND DOG）
- 普天間みさき - モデル
- 萩原康弘 - 元プロ野球選手・読売ジャイアンツ→広島東洋カープ→ヤクルトスワローズ
- 黒野伸一 - 作家